# Hexacona
Hexacona es un género de escarabajos longicornios de la tribu Acanthocinini que contiene una sola especie, Hexacona armata. La especie fue descrita por Bates en 1881.
Se distribuye por Costa Rica. Mide aproximadamente 17 milímetros de longitud.